# Королевская медаль «За отвагу в деле Свободы»
Королевская медаль «За отвагу в деле Свободы» (англ. King's Medal for Courage in the Cause of Freedom) — британская медаль, вручаемая иностранным гражданам, оказавшим помощь союзникам во время Второй мировой войны.

## Условия для награждения
Медаль была учреждена 23 августа 1945 года, с целью награждения иностранных граждан за мужественные действия в защиту интересов Великобритании и союзников во время Второй мировой войны. Были награждены многие члены групп Сопротивления в оккупированной немцами Европе, в том числе за помощь в укрытие от врага или побеге с оккупированных территорий британских военнослужащих,  а также за предоставление важной разведывательной информации. Награждались не только гражданские лица, но и для военнослужащие за заслуги, выходящие за рамки их обычных воинских обязанностей.
Награждение медалью началось в 1947 году, всего было вручено около 3200 экземпляров.
Люди, также приложили достойные усилия в деле борьбы союзников, но менее рискованными способами, имели право на награждение медалью «За служение делу Свободы».

## Описание награды
Медаль серебряная, круглая, диаметром 36 мм. На аверсе изображён обращённый влево профиль короля Георга VI в короне, окружённый надписью «GEORGIVS VI D: G: BR: OMN: REX ET INDIAE IMP:». На реверсе надпись «THE KING'S / MEDAL FOR / COURAGE / IN THE CAUSE / FREEDOM» в пять строк, причем слово «COURAGE» («отвага») выделено более крупным шрифтом, чем другие. Надпись окружена цепью. Медаль подвешивалась через кольцо на белую ленту шириной 32 мм с двумя узкими синими полосами по центру и красными полосами по краям.
Медаль вручалась безымянной.